# Chamoux
Chamoux es una localidad y comuna francesa situada en la región de Borgoña, departamento de Yonne, en el distrito de Avallon y cantón de Vézelay.

## Demografía
| 360 | 427 | 344 | 389 | 462 | 450 | 481 | 488 | 419 | 411 | 418 | 384 | 402 | 389 | 377 | 360 | 318 | 316 | 288 | 286 | 195 | 182 | 173 | 178 | 189 | 167 | 139 | 111 | 105 | 93 | 71 | 83 | 83 |
| Para los censos de 1962 a 1999 la población legal corresponde a la población sin duplicidades (Fuente: INSEE [Consultar]) |     |     |     |     |     |     |     |     |     |     |     |     |     |     |     |     |     |     |     |     |     |     |     |     |     |     |     |     |    |    |    |    |